# جغرافیای چین

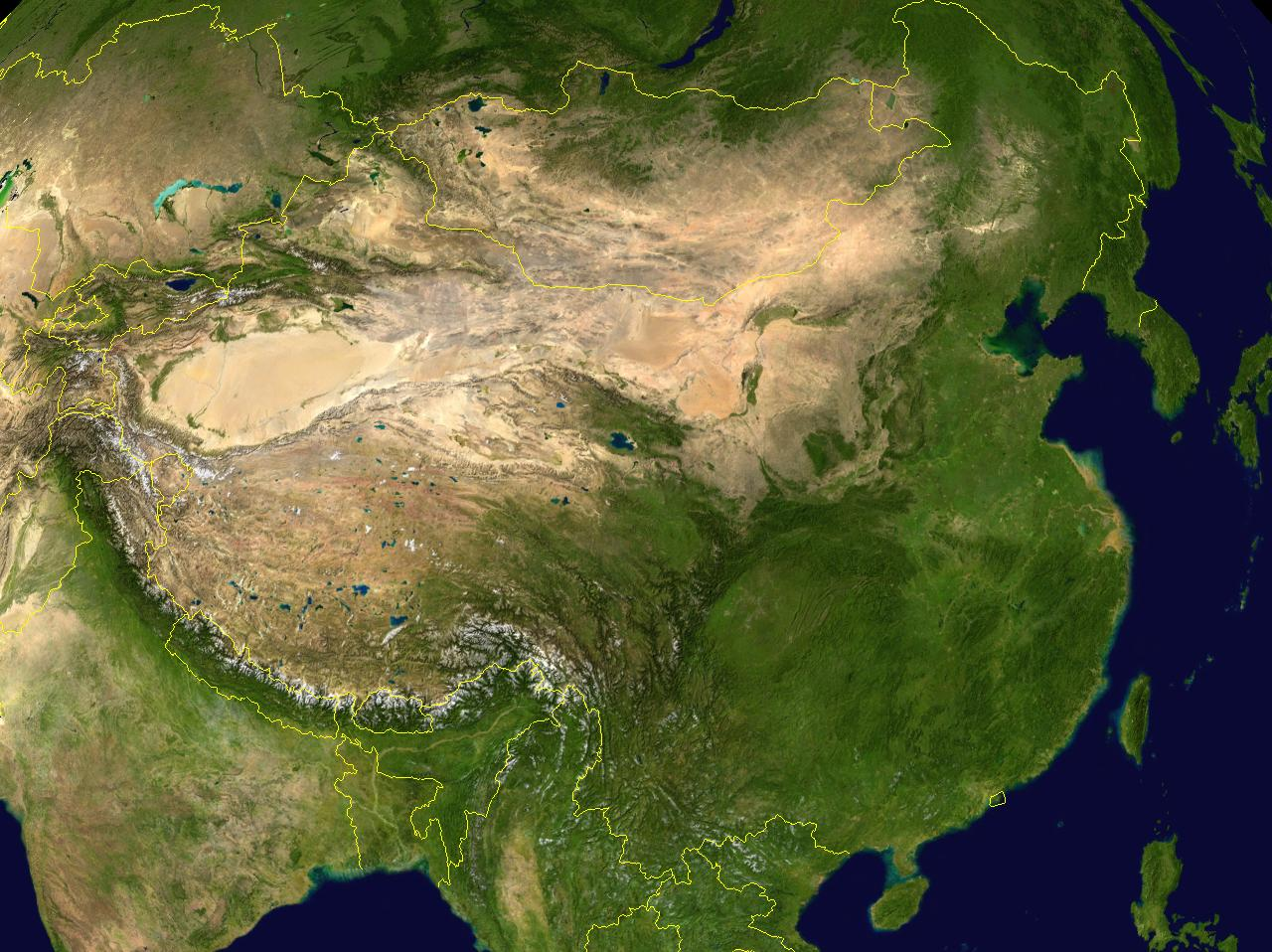
تصویر ماهواره‌ای از فراز چین

جمهوری خلق چین کشوری است در قاره آسیا، واقع در کنار اقیانوس آرام، در عرض جغرافیایی ۳۵ درجه شمالی و طول جغرافیایی ۱۰۵ درجه شرقی قرار دارد.
چین جزئی از منطقه خاور دور است که در کنار ژاپن و کره اغلب بخشی از آسیای شمال شرقی نیز در نظر گرفته می‌شود. چین با کره شمالی مرز زمینی و با ژاپن مرز دریایی مشترک دارد. اما این کشور با ۱۳ کشور دیگر در آسیای مرکزی، جنوب آسیا و جنوب شرق آسیا نیز مرزهای زمینی مشترک دارد - از جمله افغانستان، بوتان، میانمار، هند، قزاقستان، قرقیزستان، لائوس، مغولستان، نپال، پاکستان، روسیه، تاجیکستان، و ویتنام.
به دلیل اینکه بخش‌های غربی چین به اندازه مناطق دیگر حاصلخیز نیستند، بیشتر جمعیت در یک سوم شرقی کشور متمرکز شده‌اند. این موضوع باعث توسعه نامتوازن شده است، به طوری که شهرهای شرقی پرجمعیت‌تر و صنعتی‌تر و تجاری‌تر هستند، در حالی که مناطق غربی کم جمعیت‌تر و دارای صنعت کمتری هستند.
چین با وجود اینکه چهارمین کشور بزرگ جهان است، اما تنها حدود ۱۵ درصد از زمین‌های آن قابل کشت است زیرا بیشتر این کشور کوهستانی، تپه‌ای و مرتفع است. این موضوع در طول تاریخ باعث چالش‌های زیادی در تأمین غذای کافی برای جمعیت عظیم چین شده است. همچنین، چین به دلیل موقعیت جغرافیایی خود، با بلایای طبیعی مانند زمین‌لرزه، خشکسالی، سیل، طوفان و طوفان شن مواجه بوده است. زلزله‌های چین به دلیل قرار گرفتن در کنار اقیانوس آرام، بسیار شدید بوده‌اند. زمین‌لرزه تانگشان در سال ۱۹۷۶ در شمال شرقی چین بیش از ۲۰۰ هزار نفر را کشت و زلزله سیچوان در سال ۲۰۰۸ باعث کشته شدن نزدیک به ۸۷ هزار نفر و بی‌خانمانی میلیون‌ها نفر شد.
علی‌رغم وسعت زیاد، چین فقط از یک منطقه زمانی به نام زمان استاندارد چین استفاده می‌کند که هشت ساعت جلوتر از ساعت گرینویچ است.
یک سوم مساحت چین را کوه‌ها تشکیل می‌دهند. بلندترین کوه روی زمین، کوه اورست، در مرز بین چین و نپال قرار دارد. چین هزاران رود دارد که رود یانگ‌تسه و رود زرد مهم‌ترین آنها هستند. رودخانه یانگ‌تسه با طول ۶۳۰۰ کیلومتر سومین رود بزرگ جهان است. چین دارای خط ساحلی بسیار طولانی در امتداد اقیانوس آرام است که از شمال شرقی تا جنوب شرقی این کشور امتداد دارد. این خط ساحلی دارای بندرهای مهمی مانند شانگهای، گوانگ‌ژو، و تیانجین است که نقش مهمی در تجارت و اقتصاد چین ایفا می‌کنند.
این کشور با ۱٫۴ میلیارد نفر جمعیت، بیش از هر کشور دیگری در جهان جمعیت دارد. حدود یک سوم جمعیت در شهرها زندگی می‌کنند و بقیه مردم در روستاها ساکن هستند. چین به ۲۳ استان، ۵ منطقه خودمختار، ۴ شهرداری، و ۲ منطقه اداری ویژه (هنگ کنگ و ماکائو) تقسیم می‌شود.
زیستگاه‌های متنوع چین محل زندگی صدها گونه حیوانی و گیاهی است. بیش از ۳۸۰۰ گونه ماهی و صدها گونه از دوزیستان و خزندگان در رودخانه‌ها، دریاچه‌ها و آب‌های ساحلی زندگی می‌کنند.
حیات وحش جنگلی چین توسط قطع درختان برای زمین‌های کشاورزی تهدید می‌شود. گسترش بیابان‌ها در شمال نیز زیستگاه‌های حیوانات را کوچک می‌کند. دولت چین بیش از ۱۲۰۰ منطقه حفاظت‌شده برای حفاظت از گونه‌های گیاهی و جانوری ایجاد کرده است.
پاندای غول‌پیکر در کوه‌های مه‌آلود جنوب غربی چین و هیچ جای دیگری در زمین زندگی نمی‌کند. آنها از بامبو تغذیه می‌کنند و معمولاً در نزدیکی این گیاه همیشه سبز چوبی زندگی می‌کنند. پانداها شکار شده‌اند و فقط حدود ۱۶۰۰ پاندا در طبیعت باقی مانده است.
چین با مساحتی در حدود ۹٫۶ میلیون کیلومتر مربع، سومین یا چهارمین کشور بزرگ جهان از نظر مساحت است. چین با طول ۵۰۰۰ کیلومتر از شرق به غرب و ۵۵۰۰ کیلومتر از شمال به جنوب، کشوری وسیع با مناظر متنوع است. چین به دلیل وسعت زیاد و تنوع توپوگرافی، دارای تنوع آب و هوایی قابل توجهی است. در شمال، آب و هوا سرد و خشک است، در حالی که جنوب دارای آب و هوای گرم و مرطوب است. مناطق غربی چین نیز به دلیل ارتفاع زیاد، دارای آب و هوای سرد کوهستانی هستند. این سرزمین شامل کوه‌ها، فلات‌های بلند، بیابان‌های شنی و جنگل‌های انبوه و خطوط ساحلی طولانی است. استان هاینان، جنوبی‌ترین منطقه چین در مناطق استوایی قرار دارد، در حالی که استان هیلونگ جیانگ که با روسیه هم‌مرز است، می‌تواند دمای آن به زیر صفر درجه برسد.
همچنین مناطق بیابانی و فلات غربی سین‌کیانگ و تبت وجود دارد و در شمال، علفزارهای وسیع مغولستان داخلی قرار دارد. تقریباً می‌توان هر منظره فیزیکی را در چین یافت.
چین دارای رشته‌کوه‌های متعددی است که برخی از بلندترین قله‌های جهان را در خود جای داده‌اند. از جمله مهم‌ترین این رشته‌کوه‌ها می‌توان به هیمالیا (که مرز جنوبی چین با نپال و هند را تشکیل می‌دهد و قله کوه اورست را در خود جای داده است)، کونلون، تیان شان، آلتای، و هینگدوان اشاره کرد. این کوهستان‌ها تأثیر بسزایی در آب و هوای چین دارند و به عنوان منبع آب برای بسیاری از رودخانه‌های مهم این کشور عمل می‌کنند.
فلات تبت، که به عنوان «سقف جهان» شناخته می‌شود، وسیع‌ترین و بلندترین فلات جهان است و بخش بزرگی از جنوب غربی چین را در بر می‌گیرد. فلات‌های دیگری مانند فلات مغولستان داخلی و فلات یون‌گوی نیز در چین وجود دارند.
دشت‌های وسیع شمال شرقی چین، دشت شمال چین، و دشت یانگ‌تسه از جمله مهم‌ترین مناطق کشاورزی چین هستند و جمعیت زیادی را در خود جای داده‌اند. این دشت‌ها توسط رودخانه‌های بزرگی مانند رود زرد (هوانگ‌هو)، رودخانه یانگ‌تسه، و رودخانه مروارید (جو جیانگ) آبیاری می‌شوند.
بیابان‌های وسیعی مانند بیابان تکله‌مکان و بیابان گبی در شمال غربی چین قرار دارند. این بیابان‌ها به دلیل شرایط آب و هوایی سخت و کمبود آب، جمعیت کمی دارند.
این کشور با کشورهای متعددی هم جوار است. چین با کشورهای کره شمالی، مغولستان، روسیه، قزاقستان، قرقیزستان، تاجیکستان، افغانستان، پاکستان، هند، نپال، برمه، بوتان، لائوس، ویتنام دارای مرز مشترک خاکی و با کره جنوبی، ژاپن، فیلیپین، برونئی، مالزی و اندونزی دارای مرز آبی است.
چین از نظر جغرافیایی به سه بخش اصلی تقسیم می‌شود: شرقی، شمال غربی و جنوب غربی. بخش شرقی دارای دشت‌ها و تپه‌های کم ارتفاع است که توسط رودخانه‌ها شکل گرفته و تحت تأثیر بادهای باران‌زای موسمی قرار دارد. در این منطقه، زمین‌های کشاورزی حاصلخیز و جمعیت زیادی وجود دارد.
بخش شمال غربی شامل مناطق مرتفع و خشک است که تحت تأثیر فرسایش بادی قرار دارند. این منطقه حوضه‌های آبریز داخلی را تشکیل می‌دهد. فلات تبت، بلندترین فلات جهان، و بیابان‌های گبی و تکله‌مکان در این بخش قرار دارند.
بخش جنوب غربی چین، منطقه‌ای سردسیر، مرتفع و کوهستانی است که شامل فلات‌های بین کوهستانی و دریاچه‌های داخلی می‌شود. این منطقه تحت تأثیر کوه‌های هیمالیا و فعالیت‌های زمین‌ساختی قرار دارد.
به‌طور کلی، چین از غرب به شرق شیب دارد و کوه‌های بلند در غرب و دشت‌های پست در شرق آن قرار دارند. این تنوع جغرافیایی بر توسعه سیاسی، اقتصادی و فرهنگی چین تأثیرگذار بوده است. برای مثال، تمدن هان در جنوب فلات لس شکل گرفت و به دلیل موانع طبیعی مانند فلات تبت و بیابان گبی، در امتداد دالان گانسو گسترش یافت.
این تنوع جغرافیایی همچنین باعث شده است که دولت مرکزی در طول تاریخ، به جز در دوره‌های سلسله‌های قدرتمند، کنترل کاملی بر تمام کشور نداشته باشد. مناطق دورافتاده مانند حوضه سیچوان و حوضه تاریم اغلب به دلیل موانع جغرافیایی و خودکفایی اقتصادی، به پادشاهی‌های مستقل تبدیل می‌شدند.
رشته‌کوه‌های اصلی چین شامل هیمالیا در امتداد مرز هند و نپال، کوه‌های کونلون در منطقه مرکز غربی، کوه‌های تیان شان در منطقه خودمختار سین‌کیانگ در شمال غربی، کوه‌های کینلینگ که شمال و جنوب چین را از هم جدا می‌کند، کوه‌های هینگگان بزرگ در شمال شرقی، کوه‌های تایهانگ در شمال مرکزی چین، و کوه‌های هِنگدوان در جنوب شرقی که تبت، سیچوان و یون‌نان به هم می‌رسند.
رودخانه‌های چین شامل رودخانه یانگ تسه به طول ۶۳۰۰ کیلومتر است که به نام چانگ جیانگ یا یانگ‌تسه نیز شناخته می‌شود. این رودخانه از تبت شروع می‌شود و از وسط کشور می‌گذرد و در نهایت به دریای چین شرقی در نزدیکی شانگهای می‌ریزد. این سومین رودخانه طولانی در جهان پس از آمازون و نیل است.
چین در ابتدا حدود ۵۰ هزار رودخانه داشت. با این حال، به دلیل اختلافات آماری، از دست دادن آب و خاک و تغییرات اقلیمی، در حال حاضر تنها حدود ۲۲۰۰۰ رودخانه باقی مانده است. رودخانه‌های چین در مجموع ۴۲۰ هزار کیلومتر طول دارند. ۱۵۰۰ رودخانه دارای حوضه آبریز بیش از ۱۰۰۰ کیلومتر مربع هستند. اکثر رودخانه‌ها از غرب به شرق به اقیانوس آرام می‌ریزند. رود یانگ‌تسه (چانگ جیانگ) از تبت سرچشمه می‌گیرد، از چین می‌گذرد و در نزدیکی شانگهای به دریای چین شرقی می‌ریزد. یانگ تسه ۶۳۰۰ کیلومتر طول دارد و دارای حوضه آبریز ۱٫۸ میلیون کیلومتر مربع است. این سومین رود طولانی جهان پس از آمازون و نیل است. دومین رود طولانی در چین رود زرد (هوانگ هه) است. این رودخانه از تبت سرچشمه می‌گیرد و ۵۴۶۴ کیلومتر از شمال چین می‌گذرد و به خلیج بوهای در سواحل شمالی استان شاندونگ می‌ریزد. مساحت حوضه آبریز آن ۷۵۲۰۰۰ کیلومتر مربع است. رودخانه هیلونگ جیانگ (هیلونگ یا رود اژدهای سیاه) ۳۱۰۱ کیلومتر در شمال شرقی چین و ۱۲۴۹ کیلومتر دیگر در روسیه جریان دارد که در آنجا به آمور معروف است. طولانی‌ترین رودخانه در جنوب چین، رودخانه جو جیانگ (رود مروارید) است که ۲۲۱۴ کیلومتر طول دارد. این رودخانه به همراه سه شاخه فرعی خود، رودخانه‌های شی (غربی)، دونگ (شرقی) و بی (شمالی)، دلتای رود مروارید را در نزدیکی گوانگ‌ژو، ژوهای، ماکائو و هنگ کنگ تشکیل می‌دهند. رودخانه‌های مهم دیگر عبارتند از لیائوخه در شمال شرقی، های‌هه در شمال، کیانتانگ در شرق و لانکانگ در جنوب غربی.
زهکشی داخلی شامل حوضه‌های مرتفع در شمال و شمال شرقی، ۴۰ درصد از کل مساحت زهکشی کشور را تشکیل می‌دهد. بسیاری از رودخانه‌ها و نهرها به دریاچه‌ها می‌ریزند یا در بیابان ناپدید می‌شوند. برخی برای آبیاری استفاده می‌شوند. آب‌های سرزمینی چین عمدتاً دریاهای حاشیه‌ای اقیانوس آرام غربی هستند. این آب‌ها در امتداد خط ساحلی دندانه‌دار سرزمین اصلی و تقریباً ۵۰۰۰ جزیره قرار دارند. دریای زرد، دریای چین شرقی و دریای چین جنوبی دریاهای حاشیه‌ای اقیانوس آرام هستند. بیش از نیمی از خط ساحلی، عمدتاً در جنوب، صخره‌ای است؛ بیشتر بقیه شنی است. خلیج هانگژو تقریباً دو نوع خط ساحلی را تقسیم می‌کند.
دشت شمالی:
در جلگه شمال چین، سطح رودخانه به‌طور چشمگیری کاهش می‌یابد. در ادامه مسیر رود که از دلتای رود عبور می‌کند، حجم زیادی از ماسه و گل‌ولای را جابه‌جا می‌کند که در دشت هموار رسوب می‌کند. جریان رودخانه با کمک خاک‌ریزهای ساخت بشر تقویت می‌شود. در نتیجه، رودخانه بر روی یک پشتهٔ مرتفع، حدود پنجاه متر بالاتر از سطح دشت جریان دارد. پدیده‌هایی مانند ماندابی شدن زمین، سیلاب‌ها و تغییر مسیر رودخانه در طول قرن‌ها بارها تکرار شده‌اند. در گذشته، پادشاهان را بر اساس میزان توجه یا بی‌توجهی‌شان به نگهداری خاک‌ریزها داوری می‌کردند. در دوران معاصر، چین اقدام‌های گسترده‌ای برای مهار سیلاب و حفاظت از منابع آبی انجام داده است.
رود زرد که از سرچشمه خود در ارتفاعات کینگ زانگ سرچشمه می‌گیرد، به سمت دریا در دشت شمال چین، مرکز تاریخی گسترش و نفوذ چین، می‌رود. مردم هان از زمان‌های قدیم خاک‌های آبرفتی غنی را کشت می‌کردند و در دوران امپراتوری، کانال بزرگ را برای حمل و نقل از شمال به جنوب ساخته بودند. این دشت ادامه دشت دونگبی (منچوری) در شمال شرقی است، اما توسط خلیج بوهای، امتداد دریای زرد، از آن جدا شده است.
این دشت مانند سایر مناطق پرجمعیت چین مستعد سیل و زمین‌لرزه است. تانگشان، مرکز معدن و صنعت، ۱۶۵ کیلومتری (۱۰۳ مایلی) شرق پکن، در ژوئیه ۱۹۷۶ توسط زلزله‌ای با خاک یکسان شد، اعتقاد بر این بود که بزرگ‌ترین زمین‌لرزه قرن بیستم از نظر تلفات جانی بوده است.
رودخانه های‌هه، مانند رودخانه یانگ تسه، از غرب به شرق جریان دارد. مسیر بالایی آن از پنج رودخانه تشکیل شده است که در نزدیکی تیانجین به هم می‌رسند و سپس هفتاد کیلومتر قبل از تخلیه به خلیج بوهای جریان می‌یابند. رودخانه هوآیی در استان هنان سرچشمه می‌گیرد و قبل از پیوستن به رودخانه یانگ تسه در نزدیکی یانگژو به چندین دریاچه می‌ریزد.
شرق و یانگ‌تسه:
کوه‌های کین، ادامه کوه‌های کونلون، دشت شمال چین را از دلتای رود یانگ تسه جدا می‌کند و مرز فیزیوگرافی اصلی بین دو بخش بزرگ چین به حساب می‌آید. این یک مرز فرهنگی نیز هست زیرا بر توزیع آداب و رسوم و زبان تأثیر می‌گذارد. در جنوب رشته کوه کینلینگ، مناطق پرجمعیت و توسعه یافته دشت‌های پایین و میانی رود یانگ تسه و در بالادست آن، حوضه سیچوان قرار دارد، منطقه‌ای که توسط یک دیوار بلند از رشته کوه‌ها محصور شده است.
رود یانگ تسه، طولانی‌ترین و مهم‌ترین آبراه کشور، در بیشتر طول خود قابل کشتیرانی است و پتانسیل برق آبی وسیعی دارد. رود یانگ تسه از فلات چینگ زانگ سرچشمه می‌گیرد و ۶۳۰۰ کیلومتر از قلب کشور می‌گذرد و مساحت ۱٬۸۰۰٬۰۰۰ کیلومتر مربع را زهکشی می‌کند و در نهایت به دریای چین شرقی می‌ریزد. تقریباً ۳۰۰ میلیون نفر در امتداد بخش‌های میانی و پایینی آن زندگی می‌کنند. این منطقه تولیدکننده عمده برنج و گندم است. حوضه سیچوان به دلیل آب و هوای معتدل و مرطوب و فصل رشد طولانی، محصولات متنوعی تولید می‌کند. این یک منطقه پیشرو در تولید ابریشم و یک منطقه صنعتی مهم با منابع معدنی قابل توجه است.
کوه‌های نانلینگ، جنوبی‌ترین رشته‌کوه‌های شرقی-غربی، مشرف به مناطقی در چین با آب و هوای گرمسیری است. این آب و هوا امکان کشت دو محصول برنج در سال را فراهم می‌کند. در جنوب شرقی کوه‌ها، یک منطقه ساحلی و تپه‌ای با دلتاهای کوچک و دشت‌های دره باریک قرار دارد. منطقه زهکشی رودخانه مروارید و شبکه مرتبط رودخانه‌های آن، بیشتر منطقه را به سمت جنوب اشغال می‌کند. در غرب نانلینگ، فلات یون‌نان-گویژو در دو مرحله بالا می‌رود که به ترتیب به‌طور متوسط ۱٬۲۰۰ و ۱٬۸۰۰ متر ارتفاع دارند، به سمت مناطق کوهستانی پرتگاهی فلات شرقی چینگ زانگ.
چین دارای ذخایر معدنی قابل توجهی است و بزرگ‌ترین تولیدکننده آنتیموان، گرافیت طبیعی، تنگستن و روی در جهان است. سایر مواد معدنی اصلی عبارتند از آلومینیوم، بوکسیت، زغال سنگ، نفت خام، الماس، طلا، سنگ آهن، سرب، مگنتیت، منگنز، جیوه، مولیبدن، گاز طبیعی، سنگ فسفات، قلع، اورانیوم و وانادیوم. پتانسیل نیروی برق‌آبی چین بزرگ‌ترین پتانسیل در جهان است.
چین در دو منطقه بوم‌شناختی بزرگ جهان قرار دارد: اقلیم دیرین‌شمالی و هندومالایی. در منطقه دیرین‌شمالی، پستاندارانی مانند اسب، شتر و جربیل یافت می‌شوند. از جمله گونه‌هایی که در منطقه هندومالایی یافت می‌شوند می‌توان به گربه پلنگی، موش بامبو، درخت‌بید و گونه‌های مختلف دیگر از میمون‌ها و بوزینه‌ها اشاره کرد. به دلیل پراکندگی طبیعی و مهاجرت، برخی از همپوشانی‌ها بین این دو منطقه وجود دارد و گوزن یا آهو، خرس، گرگ، خوک و جوندگان در تمام محیط‌های متنوع آب و هوایی و زمین‌شناسی یافت می‌شوند. پاندا بزرگ معروف تنها در یک منطقه محدود در امتداد رود یانگ‌تسه یافت می‌شود. با وجود اینکه اکنون قوانینی برای ممنوعیت چنین فعالیت‌هایی وجود دارد، تجارت گونه‌های در معرض خطر همچنان یک مشکل ادامه‌دار است.
تاریخ:
تاریخ چین اغلب بر اساس چندین منطقه راهبردی که توسط محدودیت‌های توپوگرافی خاص تعریف شده‌اند، توضیح داده می‌شود. مردم هان با شروع از دشت مرکزی چین، قلب سابق جمعیت‌های هان، از نظر نظامی و سپس جمعیتی به سمت فلات لس، حوضه سیچوان و تپه‌های جنوبی (همان‌طور که در نقشه سمت چپ مشخص شده است) گسترش یافتند، نه بدون مقاومت از سوی مردم محلی. مردم هان که با رشد جمعیتی نسبتاً بالاتر خود تحت فشار قرار گرفته بودند، به گسترش خود با امواج نظامی و جمعیتی ادامه دادند. جنوب دور چین امروزی، بخش‌های شمالی ویتنام امروزی و حوضه تاریم برای اولین بار توسط ارتش‌های سلسله هان تسخیر و به‌طور پایدار تحت سلطه قرار گرفتند. استپ‌های شمالی همیشه منبع تهاجم به چین بودند که در قرن سیزدهم با فتح کل چین توسط مغول‌ها و ایجاد سلسله یوان مغول به اوج خود رسید. منچوری، بیشتر شمال شرقی چین امروزی و شبه جزیره کره معمولاً تحت کنترل چین نبودند، به استثنای برخی دوره‌های محدود اشغال. منچوری در اواخر سلسله چینگ به شدت در امپراتوری چین ادغام شد، در حالی که ضلع غربی کوه‌های چانگبای که قبلاً محل سکونت قبایل کره‌ای بود، وارد چین شد.
تراکم جمعیت از توپوگرافی و در دسترس بودن زمین‌های زراعی سابق پیروی می‌کند. خط هایهه-تنگچونگ که از هایهه، هیلونگجیانگ تا شهرستان تنگچونگ، یون‌نان می‌گذرد، چین را به دو بخش تقریباً مساوی از نظر مساحت جغرافیایی تقسیم می‌کند، به‌طور کلی مناطق غربی این خط کم جمعیت و مناطق شرقی آن پرجمعیت هستند. امروزه ۵ دین اصلی وجود دارد که توسط دولت به رسمیت شناخته شده‌اند: بودیسم، تائوئیسم، پروتستانتیسم، کاتولیک و اسلام. بودیسم و مذاهب عامیانه تقریباً ۲۱ درصد از جمعیت را تشکیل می‌دهند، در حالی که پروتستان‌ها ۵ درصد و اسلام ۱٫۶ درصد از جمعیت را تشکیل می‌دهند. تعداد قابل توجهی از بودایی‌ها در منطقه تبت در جنوب غربی این کشور که با نپال، بنگلادش و بوتان و مهم‌تر از همه هند، زادگاه بودیسم، هم‌مرز است، زندگی می‌کنند. جمعیت اسلامی که عمدتاً از مسلمانان هوئی و اویغور تشکیل شده است، در منطقه سین کیانگ در شمال غربی این کشور متمرکز شده است که با مغولستان، قزاقستان، قرقیزستان، تاجیکستان، افغانستان، پاکستان، هند و روسیه مرز مشترک دارد.
جغرافیای اداری چین عمدتاً در طول سازماندهی مجدد اداری ۱۹۴۹ و ۱۹۵۴ ترسیم شد. این سازماندهی مجدد منبع بحث‌های زیادی در داخل چین بوده است. علاوه بر این، یک قطعه زمین از گوانگ‌دونگ به گوانگشی واگذار شد تا به دومی دسترسی مستقیم به خلیج تونکین بدهد، در حالی که هاینان در سال ۱۹۸۸ از گوانگ‌دونگ و چونگ‌کینگ از سیچوان در سال ۱۹۹۷ جدا شدند.

## آب و هوا
با توجه به تفاوت‌های عظیم در عرض جغرافیایی، طول جغرافیایی و ارتفاع، آب و هوای چین بسیار متنوع است و از آب و هوای گرمسیری در جنوب دور تا آب و هوای زیرشمالگانی در شمال دور و آب و هوای آلپی در ارتفاعات بالاتر فلات تبت متغیر است. بادهای موسمی که ناشی از تفاوت در ظرفیت جذب گرما در قاره و اقیانوس است، بر آب و هوا غالب هستند. در طول تابستان، موسمی شرق آسیا هوای گرم و مرطوب را از جنوب حمل می‌کند و اکثریت قریب به اتفاق بارش سالانه را در بیشتر نقاط کشور به ارمغان می‌آورد. برعکس، آنتی‌سیکلون سیبری در طول زمستان غالب است و شرایط سرد و نسبتاً خشک را به همراه دارد. پیشروی و عقب‌نشینی موسمی‌ها تا حد زیادی زمان‌بندی فصل بارندگی را در سراسر کشور تعیین می‌کند. اگرچه بیشتر کشور در منطقه معتدل قرار دارد، الگوهای آب و هوایی آن پیچیده است.
بخش‌های شمالی هیلونگجیانگ و مغولستان داخلی دارای آب و هوای زیرشمالگانی هستند. در مقابل، بیشتر جزیره هاینان و بخش‌هایی از حاشیه‌های جنوبی یون‌نان دارای آب و هوای گرمسیری هستند. اختلاف دما در زمستان قابل توجه است، اما در تابستان این اختلاف بسیار کمتر است. به عنوان مثال، میانگین دمای ۲۴ ساعته شهرستان موهه، هیلونگجیانگ در ژانویه به -۳۰ درجه سانتیگراد (-۲۲ درجه فارنهایت) نزدیک می‌شود، در حالی که این رقم در ژوئیه از ۱۸ درجه سانتیگراد (۶۴ درجه فارنهایت) فراتر می‌رود. در مقابل، بیشتر هاینان میانگین ژانویه بیش از ۱۷ درجه سانتیگراد (۶۳ درجه فارنهایت) دارد، در حالی که میانگین ژوئیه معمولاً بالای ۲۸ درجه سانتیگراد (۸۲ درجه فارنهایت) است.
بارش تقریباً همیشه در ماه‌های گرم‌تر متمرکز است، اگرچه مجموع سالانه از کمتر از ۲۰ میلی‌متر (۰٫۸ اینچ) در شمال غربی چینگ‌های و تورپان در سین‌کیانگ تا بیش از ۲۰۰۰ میلی‌متر (۷۹ اینچ) در گوانگ‌دونگ، گوانگشی و هاینان متغیر است. تنها در برخی از بخش‌های زونگاریا در سین کیانگ، تغییرات فصلی قابل توجه در بارش که آب و هوای چین (و تا حد زیادی شرق آسیا) را مشخص می‌کند، وجود ندارد.
میزان تابش سالانه خورشید از کمتر از ۱۱۰۰ ساعت در بخش‌هایی از سیچوآن و چونگ‌کینگ تا بیش از ۳۴۰۰ ساعت در شمال غربی چینگ‌های متغیر است. الگوهای فصلی در آفتاب بر حسب منطقه بسیار متفاوت است، اما به‌طور کلی، شمال و فلات تبت نسبت به جنوب کشور آفتابی‌تر هستند.
آلودگی هوا (دی‌اکسید گوگرد و ذرات معلق) ناشی از وابستگی به زغال سنگ یک مشکل اساسی است، همراه با آلودگی آب از زباله‌های تصفیه نشده و استفاده از استانداردهای مورد بحث غلظت آلاینده‌ها به جای بارگذاری کل حداکثر روزانه. کمبود آب به ویژه در شمال وجود دارد. بخش شرقی چین اغلب به دلیل آلودگی صنعتی دود و مه غلیظ را در جو تجربه می‌کند. جنگل‌زدایی شدید با از دست دادن تقریباً یک پنجم زمین‌های کشاورزی از سال ۱۹۴۹ به دلیل فرسایش خاک و توسعه اقتصادی با بیابان‌زایی ناشی از آن در حال وقوع است.
چین عضو پروتکل محیط‌زیست جنوبگان، پیمان جنوبگان، کنوانسیون تنوع زیستی، پیمان تغییر اقلیم، کنوانسیون مقابله با بیابان‌زایی سازمان ملل متحد، پیمان گونه‌های در خطر انقراض، پیمان زباله‌های خطرناک، کنوانسیون ملل متحد در مورد حقوق دریاها، توافق‌نامه‌های بین‌المللی الوارهای گرمسیری ۱۹۸۳ و ۱۹۹۴، کنوانسیون بین‌المللی تنظیم صید نهنگ و توافق‌نامه‌هایی در مورد تخلیه زباله در دریا، حفاظت از لایه اوزون، آلودگی کشتی و حفاظت از تالاب‌ها است. چین پیمان کیوتو (اما هنوز موظف به کاهش انتشار کربن خود تحت این توافق‌نامه نیست، همان‌طور که هند) و پیمان منع آزمایش هسته‌ای را امضا کرده، اما تصویب نکرده است.

## دشت شمال چین

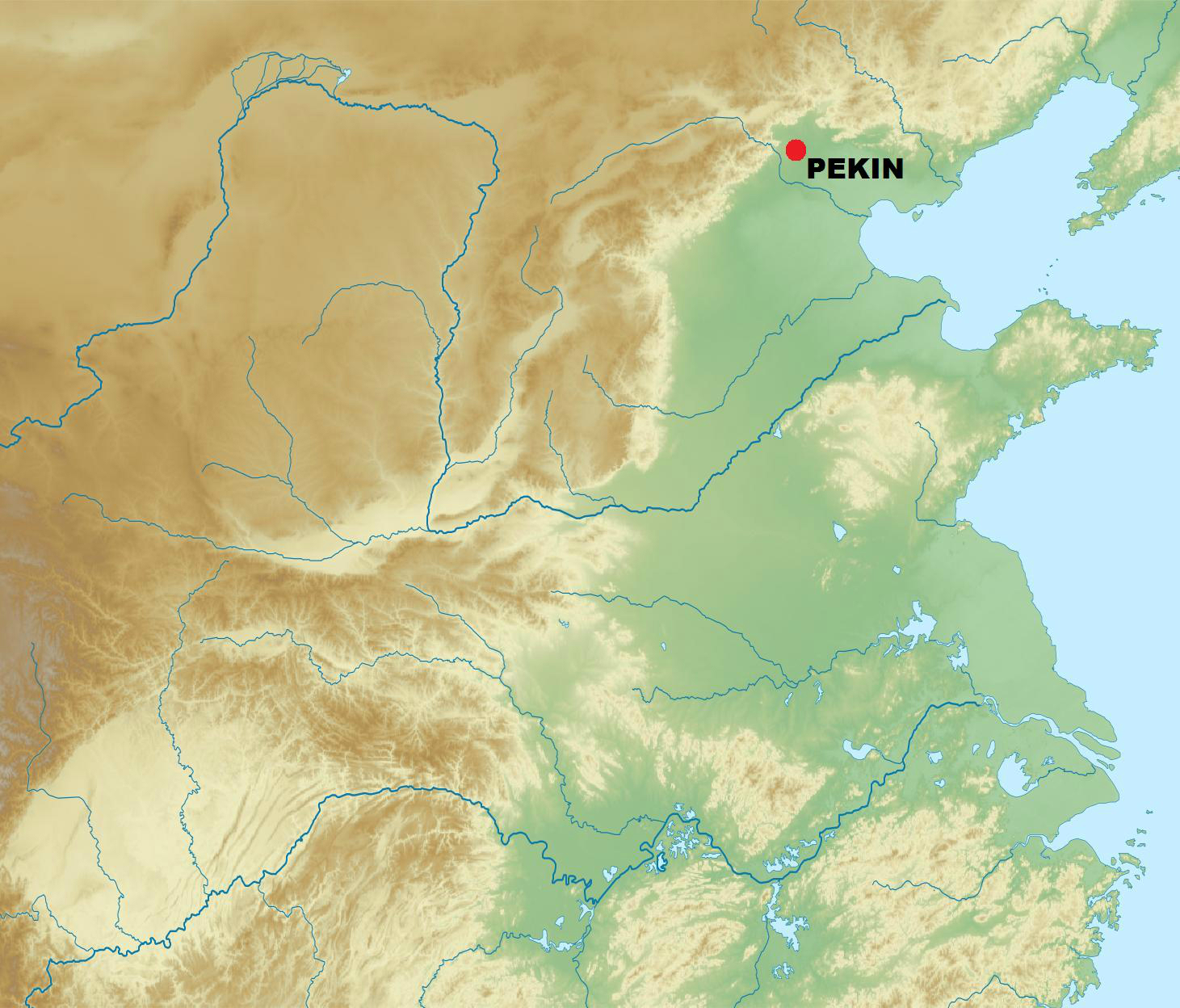
دشت شمال چین.

دشت شمال چین، واقع در شرق این کشور پهناور، منطقه‌ای وسیع و کم ارتفاع است که به دلیل شرایط خاص جغرافیایی و آب و هوایی خود، ویژگی‌های منحصر به فردی دارد. این دشت که به عنوان یکی از مهدهای تمدن چین شناخته می‌شود، در طول تاریخ شاهد شکل‌گیری اولین جوامع کشاورزی و سلسله‌های پادشاهی این کشور بوده است.
آب و هوای این منطقه به شدت متغیر است و طوفان‌های گرد و غبار، به ویژه در فصل‌های خشک، امری رایج است. این شرایط آب و هوایی چالش‌های زیادی را برای کشاورزان ایجاد می‌کند و باعث می‌شود که تنها در سه سال از هر پنج سال، بتوانند برداشت محصول خوبی داشته باشند. با این حال، به دلیل فراوانی آب و غذا در گذشته، مردم این منطقه به‌طور سنتی در جوامع پراکنده و نه در سکونتگاه‌های متمرکز زندگی می‌کردند. این الگوی سکونت تا حدی به دلیل نیاز به دفاع در برابر مهاجمان و غارتگران تغییر کرد و اولین شهرهای باستانی در دامنه کوه‌های تایهانگ شکل گرفتند، جایی که منابع آب و مواد معدنی در دسترس بودند.
امروزه نیز دشت شمال چین همچنان یک منطقه کشاورزی است و زندگی در آن عمدتاً بر پایه خودکفایی استوار است. کشاورزان این منطقه با کاشت محصولات متنوعی مانند گندم، پنبه، تنباکو، بادام زمینی، خرمالو و سایر میوه‌ها و سبزیجات فصلی، معیشت خود را تأمین می‌کنند. با این حال، به دلیل کمبود منابع طبیعی و زیرساخت‌های صنعتی، این منطقه پیش از این از نظر اقتصادی توسعه چندانی نداشت و بیشتر صنایع دستی بومی در آن رواج داشت.
یکی دیگر از چالش‌های پیش روی ساکنان دشت شمال چین، کمبود آب شیرین است. به دلیل زهکشی ضعیف، آب‌های زیرزمینی اغلب شور هستند و مردم مجبورند برای تأمین آب شیرین از چاه‌ها استفاده کنند. همچنین، نبود عوارض طبیعی مانند تپه‌ها و کوه‌ها باعث می‌شود که بادهای فصلی در این منطقه قوی و مخرب باشند. برای مقابله با این مشکل، کشاورزان در بسیاری از مناطق بادشکن‌هایی را کاشته‌اند تا از خاک مزارع در برابر فرسایش محافظت کنند.
در مجموع، دشت شمال چین منطقه‌ای با تاریخ و فرهنگ غنی است که با وجود چالش‌های فراوان، همچنان به عنوان یکی از مهم‌ترین مناطق کشاورزی چین شناخته می‌شود.

## فلات لس

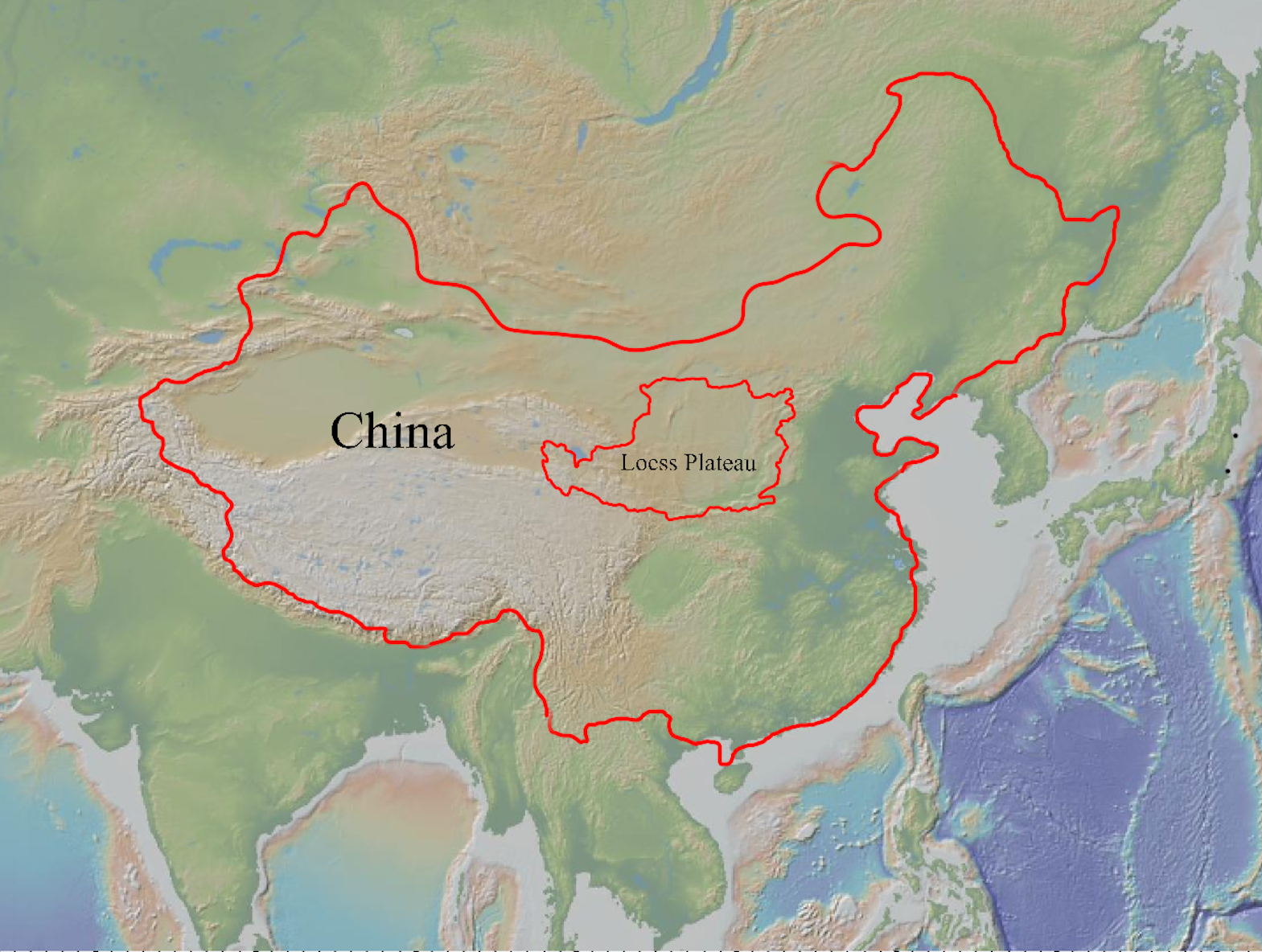
محل فلات لس در نقشه چین

فلات لس (loess) منطقه‌ای وسیع در چین است که ویژگی بارز آن خاک رسوبی بادی است که در برخی نقاط تا عمق بیش از ۱۰۰۰ متر انباشته شده است. این خاک که لس نامیده می‌شود، با وجود سرشار بودن از کلسیم و حاصلخیزی، به دلیل خشکی منطقه و عدم توانایی در نگهداری آب، برای کشاورزی سنتی مناسب نیست. بارندگی در این منطقه بسیار متغیر است و کشاورزان معمولاً انتظار برداشت بیش از دو محصول در هر سه سال را ندارند.
محیط خشن و دورافتاده فلات لس باعث ایجاد دو الگوی فرهنگی شده است: جوامع فقیر و منزوی، و وابستگی به تجارت با مردمان کوچ‌نشین و امپراتوری‌های آن سوی دیوار بزرگ. از نظر اقتصادی، شهرهای تجاری که تجارت و حمل و نقل را به شرق چین و دشت شمال چین تسهیل می‌کردند، در این منطقه رونق یافته و از بین رفته‌اند. فلات لس هرگز یک منطقه قوی تولیدکننده مواد غذایی نبوده است.
امروزه نیز شهرهای کلیدی این منطقه مانند شی‌آن و لانژو، مراکز تجاری هستند که به اقتصاد احیا شده سین‌کیانگ و کشورهای شوروی سابق آسیای مرکزی متصل‌اند. با این حال، امروزه نفت جایگزین ابریشم به عنوان کالای اصلی اقتصادی شده است. نفت یک منبع عمده در گانسو، سین کیانگ و کشور همسایه قزاقستان است.
در مناطق روستایی فلات لس، مردم در غارهایی که در صخره‌های لس حفر شده‌اند یا خانه‌های خشتی گلی زندگی می‌کنند، در حالی که در مناطق شهری آپارتمان‌نشینی رایج است. خانواده‌ها معمولاً هسته‌ای هستند و حمل و نقل در مناطق روستایی با پیاده‌روی، قاطر و اسب و در مناطق شهری با خودرو، اتوبوس و دوچرخه انجام می‌شود. غذاهای اصلی مردم این منطقه شامل رشته فرنگی گندم و کلم ترش است.

## مغولستان داخلی

محل مغولستان داخلی در نقشه چین

مغولستان داخلی، یک منطقه خودمختار در شمال چین، سرزمینی پهناور است که به شکل هلال در سراسر شمال چین امتداد دارد. این منطقه از غرب به فلات گبی و از شرق به رشته‌کوه‌های داهینگان محدود می‌شود.
رودخانه زرد (هوانگ‌هو) از میان مغولستان داخلی عبور کرده و فلات اردوس را آبیاری می‌کند. خاک‌های این منطقه از خاک‌های بیابانی شنی در غرب تا خاک‌های سیاه غنی در شرق متفاوت است. آب و هوای این منطقه قاره‌ای و خشک است و زمستان‌های بسیار سرد و تابستان‌های گرم و خشک را تجربه می‌کند. بارندگی در این منطقه کم و نامنظم است.
پوشش گیاهی در غرب این منطقه بسیار پراکنده است و بیشتر شامل شن‌های روان و گیاهان بیابانی می‌شود. در مناطق مرکزی، علفزارهای غنی وجود دارد که برای چرای گوسفند، بز، گاو و اسب‌های معروف مغولی و شترهای دوکوهانه مناسب است. جنگل‌های بکر نیز بخش وسیعی از رشته‌کوه‌های داهینگان را پوشش می‌دهند.
اکثر جمعیت مغولستان داخلی را قوم هان تشکیل می‌دهند و مغول‌ها بزرگ‌ترین اقلیت قومی این منطقه هستند. این منطقه در دهه‌های اخیر به شدت شهرنشین شده است و سه منطقه شهری اصلی آن شامل هوهوت (مرکز سیاسی و فرهنگی)، بائوتو (مرکز صنعتی و حمل و نقل) و جینینگ (مرکز تجاری و حمل و نقل) هستند. در حال حاضر حدود نیمی از جمعیت مغولستان داخلی شهرنشین هستند.
زبان چینی رایج‌ترین زبان مورد استفاده در این منطقه است، اما گویش‌های مغولی نیز رواج دارند. در سال ۱۹۵۵، یک سیستم نوشتاری برای زبان مغولی با استفاده از الفبای سیریلیک معرفی شد، اما بعدها الفبای سنتی مغولی دوباره معرفی شد. ادیان اصلی این منطقه شامل بودیسم تبتی، اسلام، و ترکیبی از کنفوسیوس‌گرایی، بودیسم و دائوئیسم است.
مغولستان داخلی از نظر منابع طبیعی بسیار غنی است. موقعیت جغرافیایی مغولستان داخلی، که در مرز چین با مغولستان و روسیه قرار دارد، آن را به یک دروازه اقتصادی کلیدی برای اتصال شمال و غرب چین تبدیل کرده است. این منطقه دارای ۱۶ گذرگاه برای تجارت با روسیه و مغولستان است.
برای مقابله با علل اصلی طوفان‌های شن در پکن و تیانجین، در سال‌های اخیر، در مغولستان داخلی افزایش جنگل‌کاری، تسهیل ساخت ذخایر طبیعی برای حفاظت از حیات وحش و ترویج کاشت درختان زودرشد و پربازده انجام شده است. این اقدامات باعث افزایش سطح و حجم جنگل‌ها و کاهش زمین‌های تخریب‌شده شده است. همچنین، تعداد طوفان‌های شن در این منطقه کاهش یافته و کیفیت هوا در شهرهای مغولستان داخلی بهبود یافته است.

## سواحل جنوب شرق و شانگهای
این منطقه که تحت تأثیر اقیانوس آرام است، دارای آب و هوای معتدل با بارندگی فراوان است که به کشاورزان این امکان را می‌دهد که در سال چندین بار محصول برداشت کنند. در این ناحیه، غذا، چه از زمین (برنج) و چه از دریا (ماهی و میگو)، همواره به وفور یافت می‌شود. این منطقه اولین منطقه‌ای بود که تحت تأثیر غرب قرار گرفت و دارای بیشترین تعداد مسیحیان و کلیساهای مسیحی در چین است. شانگهای، شهر اصلی این منطقه، یک بندر پررونق و مرکز صنایع مهمی مانند فولاد، مخابرات، خودرو، تجهیزات تولید برق، پتروشیمی و لوازم الکتریکی است. این شهر همچنین به عنوان یک مرکز مالی، بیمه، تجارت، املاک و مستغلات، گردشگری و اطلاعات شناخته می‌شود. در مناطق ساحلی، ماهیگیری و کشتیرانی از صنایع مهم هستند، در حالی که در مناطق داخلی برنج یک محصول نقدی مهم است. مناطق کوهستانی این ناحیه نیز به ماهیگیری و جنگلداری اختصاص دارند.
در سال ۲۰۰۰، شهر شانگای که با سرعت در حال رشد است، ۱۶٫۴ میلیون نفر جمعیت داشت. جمعیت شانگهای در سال ۲۰۲۳ از ۲۴ میلیون نفر فراتر رفت. این شهر دومین شهر بزرگ چین و هفتمین شهر بزرگ جهان است.
شانگهای در دلتای رودخانه یانگ تسه در ساحل شرقی چین واقع شده است. این دلتا بین نوک جنوبی ژاپن و شمال تایوان به دریای چین شرقی می‌ریزد. این شهر تقریباً در فاصله مساوی بین پکن و هنگ کنگ قرار دارد و در همان عرض جغرافیایی سن دیگو، نیواورلئان، برمودا، قاهره، اورشلیم و لاهور قرار دارد.
این شهر در ابتدا در اطراف رودخانه هوانگ پو، یکی از شاخه‌های یانگ تسه متمرکز بود، اما اکنون در همه جهات بسیار گسترش یافته است. حومه‌ها و شهرهای اقماری اکنون به سمت شرق تا دریای چین شرقی، شمال و غرب تا استان جیانگ سو و جنوب تا استان چجیانگ امتداد دارند. شانگهای تقریباً در فاصله مساوی از پکن و هنگ کنگ قرار دارد و در ۳۱°۱۲' شمالی ۱۲۱°۳۰' شرقی، در همان عرض جغرافیایی سن دیگو، نیواورلئان، برمودا، مراکش و قاهره قرار دارد.
بخش عمده‌ای از مساحت ۶۳۴۰ کیلومتر مربعی شانگهای، به جز چند تپه و کوه کوچک در ناحیه‌های چینگ پو و سونگ جیانگ در جنوب غربی، مسطح است. این به دلیل موقعیت آن در دشت آبرفتی دلتای رودخانه یانگ تسه است. شانگهای دارای جزایر دور از ساحلی مانند جزیره داجینشان، جزیره شیائوجینشان و جزیره فوشان است. بیشتر مناطق اطراف شهر در حال توسعه هستند که برای اکثر افراد، ترکیبی از ویرانی صنعتی و کشاورزی ابتدایی به نظر می‌رسد.

## دره یانگ‌تسه

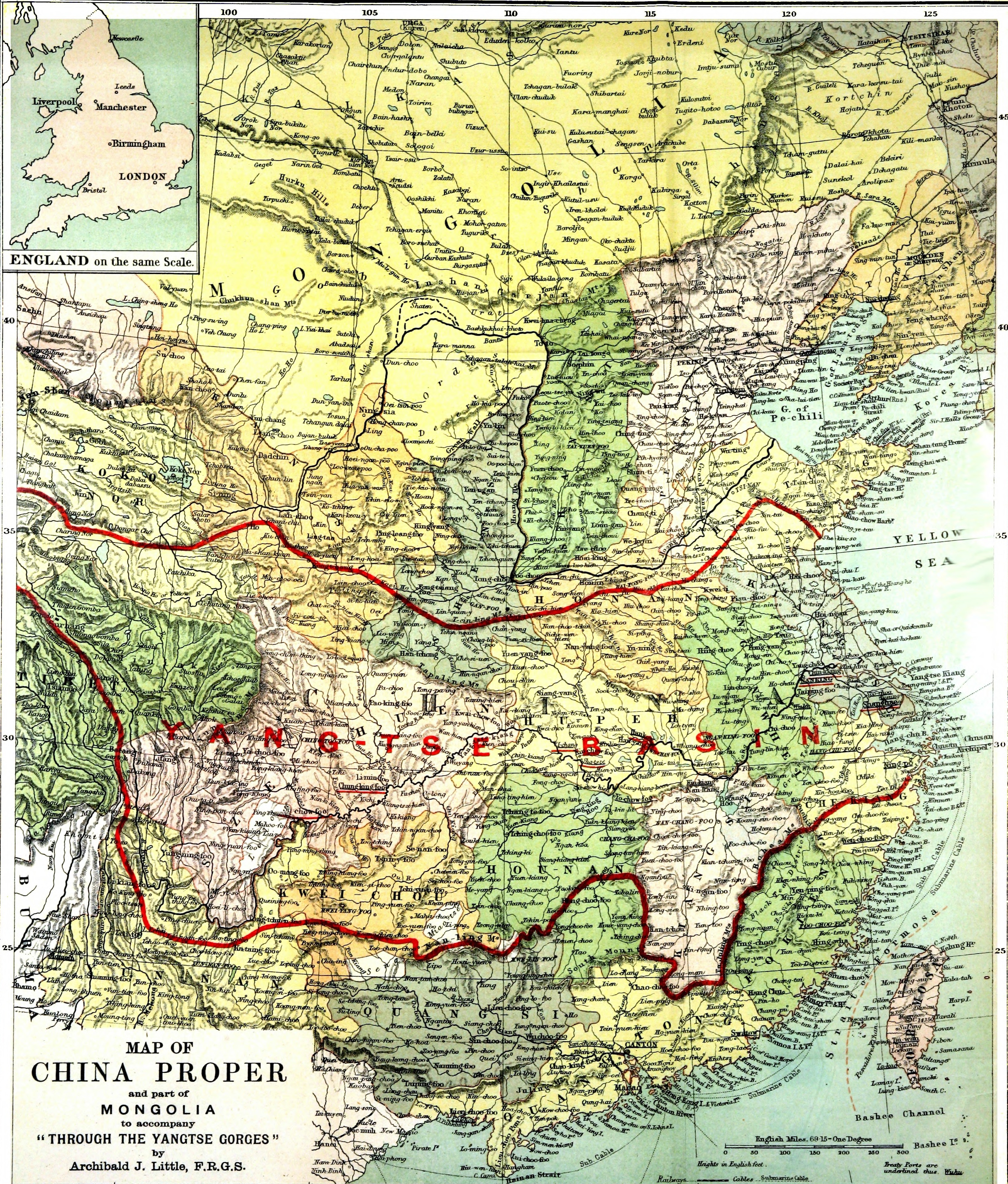
حوضه آبریز رود یانگ‌تسه

این منطقه توسط کوه‌ها و تالاب‌های وسیع از سایر مناطق جدا شده و زندگی و اقتصاد آن به رودخانه یانگ تسه (چانگ جیانگ به معنی "رودخانه طولانی")، شاخه‌ها و دریاچه‌های آن وابسته است. تابستان‌های این منطقه معمولاً گرم، مرطوب و بارانی است، در حالی که زمستان‌ها کوتاه اما سرد هستند. در طول قرن بیستم، ساخت سدهای متعدد بر روی رودخانه یانگ تسه، تغییرات قابل توجهی در چشم‌انداز، اقتصاد و زندگی مردم ساکن در این منطقه ایجاد کرده است. بسیاری از مردم به دلیل این تغییرات مجبور به جابجایی شده‌اند.
ماهیگیری و تجارت قایق، زندگی و فرهنگ غالب این منطقه را تشکیل می‌دهند. شهرهای مهمی مانند چونگ‌کینگ، ووهان و نانجیانگ اقتصاد خود را به حمل و نقل و تجارت آبی گره زده‌اند و کشاورزی یا حتی صنایع غذایی در آن‌ها نقش کمتری دارد. مراکز تولیدی بزرگ در امتداد رودخانه وجود دارند زیرا حمل و نقل از طریق رودخانه ارزان و مقرون به صرفه است. بسیاری از مردم در این منطقه تمام عمر خود را در قایق‌های کوچک یا متوسط می‌گذرانند و با جابجایی کالا و مسافر از طریق دریاچه‌ها، کانال‌ها و رودخانه‌های متعدد دره یانگ تسه، امرار معاش می‌کنند.

## سیچوآن و کوهستان‌های جنوب غربی
حوضه سیچوآن منطقه‌ای حاصلخیز و دارای آب و هوای معتدل است که به دلیل قرار گرفتن در میان کوه‌های بلند و رودخانه یانگ‌تسه، از سایر مناطق چین جدا شده و به نوعی خودکفا است. خاک حاصلخیز این منطقه که عمدتاً از رسوبات دریاچه‌های قدیمی تشکیل شده است، امکان کشت چندین محصول متنوع در سال را برای کشاورزان فراهم می‌کند.
حوضه سیچوآن به دلیل موقعیت جغرافیایی و منابع کشاورزی خود، همواره در طول تاریخ مورد توجه بوده و گاه از چین مستقل شده و گاه به آن پیوسته است. این منطقه به دلیل منابع طبیعی غنی مانند چای، ابریشم، گل، گیاهان دارویی و حیات وحش متنوع از جمله پاندا، آهو و ببر، همواره از اهمیت اقتصادی بالایی برخوردار بوده است. امروزه علاوه بر کشاورزی و دامداری، گردشگری نیز به یک صنعت مهم در این منطقه تبدیل شده است. با این حال، ورود سرمایه‌گذاران و توسعه‌دهندگان خارجی به این منطقه از طریق رودخانه یانگ‌تسه، باعث تغییرات سریع در حوضه سیچوان شده است.
منطقه کوهستان‌های جنوب غربی چین، در نزدیکی سیچوان، با توپوگرافی ناهموار و فرسایش یافته، بارندگی فراوان و تنوع قومیتی بالا مشخص می‌شود. تاریخ این منطقه همواره تحت تأثیر این توپوگرافی ناهموار و نزدیکی به کشورهای جنوب شرقی آسیا مانند ویتنام، لائوس، تایلند و میانمار بوده است. تجارت بین این کشورها و مناطق کوهستانی جنوب غربی اغلب غیرقانونی بوده و معمولاً شامل اقلام کوچک با ارزش بالا مانند یشم یا تریاک بوده است.
امروزه، این منطقه علاوه بر دامداری، برای کشت برنج، گندم زمستانه، چای و حبوبات مناسب است. فلات گرمسیری در امتداد مرز ویتنام و لائوس برای کشت کائوچو و موز بسیار مناسب است. استخراج قلع، یکی دیگر از صنایع مهم این منطقه، تنها صنعت منحصر به فردی است که هم سنتی و هم مدرن است. با این حال، کشت و صادرات تریاک، فعالیتی که در نتیجه جنگ تریاک بریتانیا با چین توسعه یافته، از اهمیت بیشتری برخوردار بوده است.
این منطقه سرچشمه رودخانه‌های مهم و متعددی است، از جمله رودهای یانگ‌تسه (جینشا)، مکونگ (لانکنگ)، سالوین (نوژیانگ) و ایراوادی (دولونگجیانگ). این رودخانه‌ها به سمت جنوب جریان دارند و سیستم زیست‌محیطی دره‌های طولانی در عرض‌ها و ارتفاعات مختلفی ایجاد می‌کنند. این تنوع یکی از دلایلی است که این منطقه از جنوب غربی چین از تنوع زیستی و فرهنگی غنی پشتیبانی می‌کند. این منطقه توسط تعدادی از سازمان‌های بین‌المللی حفاظت از محیط زیست به عنوان یک کانون مهم تنوع زیستی جهانی تعیین شده است.
از نظر تاریخی، جنوب غربی چین یک منطقه مرزی دورافتاده بوده است که تنوعی از عشایر بومی در آن ساکن بودند که به‌طور دوره‌ای سکونتگاه‌ها، دام‌ها، کشاورزی و شیوه‌های استفاده از زمین خود را جابه‌جا می‌کردند. این منطقه دارای بیش از ۳۰ گروه قومی است.

## منچوری

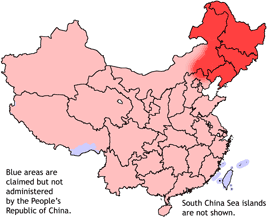
شمال شرق چین، از نظر تاریخی معروف به منچوری.

شمال شرق چین که با نام تاریخی مَنچوری شناخته می‌شود، منطقه‌ای در شمال شرقی چین است، با زمستان‌های بسیار سرد و یخبندان، و دو تالاب بزرگ شناخته می‌شود. با این حال، منابع طبیعی غنی آن، به ویژه سنگ آهن و زغال سنگ، این منطقه را از نظر اقتصادی برای چین بسیار مهم کرده است. زمستان‌های این منطقه بسیار سرد و تابستان‌های آن گرم است و بارش باران عمدتاً در فصل تابستان رخ می‌دهد.
این منطقه از نظر توپوگرافی متنوع است و شامل کوه‌ها، دشت‌ها و جنگل‌ها می‌شود. کوه‌های خینگان بزرگ در غرب و کوه‌های چانگبای در شرق، دو رشته‌کوه اصلی این منطقه هستند. دشت‌های وسیع نیز در مرکز منچوری قرار دارند که برای کشاورزی بسیار مناسب هستند.
منچوری در قرن هفدهم توسط قوم مانچو فتح شد و سلسله چینگ را در سال ۱۶۴۴ تأسیس کردند. با این حال، تا پایان این سلسله در سال ۱۹۱۱، سرزمین‌های منچوری به روی مهاجران هان باز نشد. پس از آن، بیشتر مهاجران چینی در صنایع موجود و مزارع بزرگ تجاری که عمدتاً سویا و ذرت تولید می‌کردند، مشغول به کار شدند.
امروزه، منچوری مهم‌ترین منطقه چین برای صنایع سنگین است. استخراج زغال سنگ و آهن نیز بخش مهمی از اقتصاد این منطقه را تشکیل می‌دهد. سویا مهم‌ترین محصول کشاورزی منچوری است، اما این منطقه همچنین تولیدکننده محصولات دیگری مانند ذرت خوشه‌ای، جینسینگ، ذرت و ارزن و الوار است.
در مناطق روستایی منچوری، مردم در غارهایی که در صخره‌ها حفر شده‌اند یا در خانه‌های خشتی گلی زندگی می‌کنند، در حالی که در مناطق شهری آپارتمان‌نشینی رایج است. معماری این منطقه تحت تأثیر معماری روسیه قرار دارد.
خانواده‌ها در منچوری عمدتاً هسته‌ای هستند و حمل و نقل در مناطق روستایی با پیاده‌روی، قاطر و اسب انجام می‌شود. غذاهای اصلی مردم این منطقه شامل گوشت و پنیر سویا است.

## چینگهای و فلات تبت
فلات چینگهای-تبت، با ارتفاع متوسط حدود ۴۰۰۰ متر، با آب و هوای سرد و خشک کوهستانی مشخص می‌شود. این منطقه به دلیل نزدیکی به هند و آسیای مرکزی، از نظر فرهنگی و اقتصادی تحت تأثیر چین نبوده و بیشتر به مغولستان و تبت نزدیک است. دامداری و زندگی عشایری در این منطقه رواج دارد و صومعه‌ها از قرن هشتم به بعد، مرکز جامعه بوده‌اند.
چینگهای و تبت همچنان دورافتاده و کم‌جمعیت هستند. دولت چین مهاجرت کشاورزان از مناطق پرجمعیت شرقی به این مناطق را تشویق کرده است. دامداری، تولید پشم و صنایع دستی از جمله فعالیت‌های اقتصادی این منطقه هستند، همچنین طلا و فیروزه نیز از منابع طبیعی این منطقه به‌شمار می‌روند.
استان چینگهای، واقع در فلات تبت، با میانگین ارتفاع بیش از ۳۰۰۰ متر، منطقه‌ای سردسیر و خشک است. این استان به سه ناحیه کوه‌های کیلیان، حوضه کیدام و فلات کینگ نان تقسیم می‌شود. چینگهای از نظر منابع طبیعی بسیار غنی است و دارای ذخایر زیادی از مواد معدنی، گاز طبیعی، نفت و نمک است. این استان همچنین یکی از مناطق مهم دامپروری در چین است و مراتع وسیعی دارد. تنوع زیستی چینگهای نیز قابل توجه است و گونه‌های گیاهی و جانوری زیادی در آن زندگی می‌کنند.
از جاذبه‌های گردشگری این استان می‌توان به جزیره پرندگان، ذخایر طبیعی منگدا، صومعه تاار، کوه آنیماکن، تپه خورشید و ماه و مخزن سد لانگ‌یانگ اشاره کرد. چینگهای با مشکلات زیست‌محیطی مانند فرسایش خاک، کمبود آب و جنگل‌زدایی مواجه است. این استان به عنوان سرچشمه چندین رودخانه مهم، نقش مهمی در حفظ تعادل اکولوژیکی منطقه ایفا می‌کند.
فلات تبت، که با رشته‌کوه‌های عظیم احاطه شده است، منبع اصلی رودخانه‌های آسیای شرقی، جنوب شرقی و جنوبی است. رودخانه‌های سند، سوتلج، گنگ و براهماپوترا از غرب تبت سرچشمه می‌گیرند، در حالی که رودخانه‌های سالوین، مکونگ و یانگ‌تسه از شرق و جنوب این فلات جریان می‌یابند.
در این فلات مرتفع، سه دریاچه بزرگ دانگری یونگ، نام و سیلینگ در شمال غربی لهاسا و دو دریاچه بزرگ دیگر، یامزو یون و پوما یونگ، در جنوب لهاسا قرار دارند. دو دریاچه مجاور، ماپام و لانگا، در نزدیکی مرز نپال واقع شده‌اند. دریاچه ماپام برای بودایی‌ها و هندوها مقدس است.
خاک‌های فلات تبت آبرفتی هستند و اغلب از ماسه‌ای تشکیل شده‌اند که توسط باد به صورت لایه‌ای روی شن و سنگریزه‌ها قرار می‌گیرد. رنگ این خاک‌ها از قهوه‌ای روشن تا خاکستری متغیر است و به دلیل محتوای کم هوموس، معمولاً فقیر هستند.
تبت با داشتن ۱۲۳ گونه جانوری تحت حفاظت و بیش از ۶۰۰۰ گونه گیاهی، از تنوع زیستی غنی برخوردار است. از جمله جانوران و گیاهان کمیاب این منطقه می‌توان به آهوی تبتی، گاومیش وحشی تبتی، قارچ کوردیسپس، و گل نیلوفر برفی اشاره کرد. در جنوب شرقی تبت، دره بزرگ رودخانه یارلونگ تسانگپو قرار دارد که یکی از پنج منطقه بزرگ جنگلی چین با بیش از ۷ میلیون هکتار جنگل بکر است.
تبت همچنین دارای بزرگ‌ترین ذخایر سنگ معدن کروم در چین بوده و از نظر لیتیوم کربنات نیز غنی است. به علاوه، موقعیت جغرافیایی خاص تبت، آن را به منبعی غنی از انرژی زمین‌گرمایی تبدیل کرده است. نیروگاه زمین‌گرمایی یانگ‌باجینگ در نزدیکی لهاسا، بزرگ‌ترین نیروگاه زمین‌گرمایی چین است و ۴۵ درصد از برق مورد نیاز لهاسا را تأمین می‌کند. ارتفاع زیاد تبت، این منطقه را از نظر منابع انرژی خورشیدی نیز بسیار غنی کرده و آن را به یکی از بهترین مکان‌های جهان برای تولید انرژی خورشیدی تبدیل می‌کند.

## سین‌کیانگ
سین‌کیانگ (ترکستان شرقی)، بزرگ‌ترین استان چین، منطقه‌ای وسیع و متنوع از نظر جغرافیایی است که در شمال غربی این کشور قرار دارد. سین‌کیانگ سرزمینی از بیابان‌ها، کوه‌ها و واحه‌هاست که بیشتر آن را حوضه تاریم تشکیل می‌دهد. این حوضه عمدتاً پر از بیابان خشک تکله‌مکان است و کوه‌های بلند، مانند کونلون شان در جنوب، قراقروم در غرب، و تیان شان در شمال، آن را احاطه کرده‌اند.
دو حوضه اصلی در سین‌کیانگ وجود دارد: حوضه جونگار در شمال و حوضه تاریم در جنوب. حوضه تاریم، که بیشتر آن را بیابان خشک و خشن تکله‌مکان تشکیل می‌دهد، توسط رشته کوه‌های کونلون در جنوب، قراقروم در غرب و تیان شان در شمال احاطه شده است. حوضه جونگار در مقایسه با حوضه تاریم، رطوبت و پوشش گیاهی بیشتری دارد.
کوه‌های تیان شان، که به معنی «کوه‌های آسمانی» است، سین‌کیانگ را به دو بخش شمالی و جنوبی تقسیم می‌کنند. قله چوگوری یا کی۲، دومین قله بلند جهان، در رشته‌کوه قراقروم در غرب سین‌کیانگ قرار دارد.
آب و هوای سین‌کیانگ قاره‌ای و خشک است. تابستان‌ها بسیار گرم و زمستان‌ها بسیار سرد هستند. به دلیل دور بودن از دریا و وجود کوه‌های بلند، بارندگی در این منطقه بسیار کم است.
رودخانه‌های اصلی سین‌کیانگ، ایلی، تاریم و ایرتیش هستند. رودخانه تاریم، طولانی‌ترین رودخانه داخلی چین، در بیابان تکله‌مکان جریان دارد و در نهایت به دریاچه‌های نمک می‌ریزد.
سین‌کیانگ در طول تاریخ، پیوند مهمی در جاده ابریشم بوده است و مردمان ساکن در واحه‌های اطراف حوضه تاریم، ارتباط نزدیکی با ایران و فرهنگ‌های اسلامی خاورمیانه داشته‌اند. اویغورها، بزرگ‌ترین اقلیت سین‌کیانگ، عمدتاً مسلمان و از نظر قومیتی و زبانی ترک هستند و تاریخ اقتصادی آن‌ها بیشتر با شهرهای تجاری و تجارت جاده ابریشم گره خورده است تا شیوه‌های آبیاری شرق چین.
امروزه، سین‌کیانگ به دلیل منابع غنی نفتی خود اهمیت دارد، اگرچه بیابان تکله‌مکان برای کشاورزی بسیار خشک است. با وجود محدودیت‌های حمل و نقل ریلی، گردشگری در این منطقه دورافتاده به دلیل مناظر طبیعی و گنجینه‌های باستان‌شناسی در حال رشد است.
قلمرو چین به عنوان سرزمین مادری برای بسیاری از گروه‌های قومی و نژادی مختلف در این کشور تعریف شده است. با این حال، نحوه تعریف این قلمرو در بین گروه‌های قومی متفاوت است. در رابطه با چینی‌های هان، سرزمین مادری توسط مرزهای ملی که کم و بیش در سطح بین‌المللی پذیرفته شده‌اند، تعریف شده است. دلیل این امر این است که چینی‌های هان بزرگ‌ترین جمعیت و از نظر سیاسی بیشترین نفوذ را نسبت به سایر جمعیت‌های قومی در چین دارند. برای جمعیت چینی‌های هان، قلمرو کشور توسط مناطق تبت، مغولستان داخلی، منچوری و استان سین‌کیانگ که غربی‌ترین سرزمین چین است، تعریف می‌شود. قلمرو چین دومین کشور بزرگ از نظر مساحت زمین است و همچنین طولانی‌ترین مرز زمینی ترکیبی را در جهان دارد. با این حال، بسیاری از گروه‌های قومی دیگر در چین وجود دارند که تعاریف خاص خود را در مورد قلمرو چین دارند.
یکی از گروه‌های مردم در چین تبتی‌ها هستند. تبتی‌ها و سرزمین تبت از سوی دولت چین هان بخشی از چین محسوب می‌شوند و قلمرو تبت نیز بخشی از این کشور است. با این حال، بسیاری از تبتی‌ها مخالف هستند و اعتراض می‌کنند و همچنین برای آزادی در حال حاضر تجمع می‌کنند. برای این جمعیت قومی، قلمرو تبت بخشی از چین محسوب نمی‌شود و بنابراین به عنوان یک قلمرو چینی تعریف نمی‌شود. با این حال، دولت چین همچنان تبت را قلمرو چین می‌داند که نشان‌دهنده اختلاف در تعریف قلمرو چین بین دو گروه قومی است.
گروه دیگری از مردم که در تعریف قلمرو اختلاف نظر دارند تایوانی‌ها هستند. مردم تایوان در جزیره تایوان ساکن هستند و از نظر سیاسی کاملاً متفاوت هستند زیرا مردم تایوان دارای اقتصاد سرمایه‌داری بازار آزاد هستند در حالی که دولت سرزمین اصلی چین یک اقتصاد دولتی کمونیستی را به کار می‌گیرد. در تعریف قلمرو بین تایوان و چین اختلاف نظر وجود دارد زیرا دولت چین ادعای مالکیت بر تایوان را دارد در حالی که برخی از مردم تایوان معتقدند که آنها یک کشور مستقل و کاملاً مستقل از دولت سرزمین اصلی چین هستند. این اختلافات منجر به جنجال‌های بین‌المللی شده است زیرا بسیاری از کشورها مانند ایالات متحده آمریکا رسماً حاکمیت تایوان را به رسمیت نشناخته‌اند.

## آسیای مرکزی
مرزهای چین بیش از ۲۰۰۰۰ کیلومتر (۱۲۰۰۰ مایل) مرز زمینی مشترک با تقریباً تمام کشورهای سرزمین اصلی شرق آسیا دارد و در چندین نقطه مورد مناقشه بوده است. در بخش غربی، چین بخش‌هایی از منطقه ۴۱۰۰۰ کیلومتر مربع (۱۶۰۰۰ مایل مربع) کوه‌های پامیر را که منطقه‌ای از قله‌های کوهستانی بلند و دره‌های پوشیده از یخچال‌های طبیعی است که مرزهای افغانستان، پاکستان، اتحاد جماهیر شوروی سابق و چین در آسیای مرکزی به هم می‌رسند، ادعا کرد. در شمال و شرق این منطقه، برخی از بخش‌های مرز در سال ۱۹۸۷ نامشخص باقی ماند. مرز ۶۵۴۲ کیلومتری (۴۰۶۵ مایلی) با اتحاد جماهیر شوروی منبع اصطکاک مداوم بوده است. در سال ۱۹۵۴، چین نقشه‌هایی را منتشر کرد که بخش‌های قابل توجهی از قلمرو سیبری شوروی را به عنوان قلمرو خود نشان می‌داد. در شمال شرقی، اصطکاک مرزی با اتحاد جماهیر شوروی باعث ایجاد وضعیت پرتنشی در مناطق دورافتاده مغولستان داخلی و هیلونگجیانگ در امتداد بخش‌هایی از رود آرگون، رود آمور و رود اوسوری شد. هر دو طرف نیروها را جمع کرده بودند و در این منطقه اتهامات تحریک مرزی را رد و بدل کرده بودند. میخائیل گورباچف، رهبر شوروی، در سخنرانی سپتامبر ۱۹۸۶ در ولادی‌وستوک، موضع آشتی‌جویانه‌تری را در مورد مسائل مرزی چین و شوروی به چینی‌ها ارائه کرد. در سال ۱۹۸۷، دو طرف مذاکرات مرزی را که پس از حمله شوروی به افغانستان در سال ۱۹۷۹ قطع شده بود، از سر گرفتند (به روابط چین و شوروی مراجعه کنید). اگرچه مسئله مرز تا اواخر سال ۱۹۸۷ حل نشده باقی ماند، چین و اتحاد جماهیر شوروی توافق کردند که ابتدا بخش شمال شرقی را در نظر بگیرند. در اکتبر ۲۰۰۴، چین توافق‌نامه‌ای را با روسیه در مورد تعیین حدود کل مرز ۴۳۰۰ کیلومتری (۲۷۰۰ مایلی) خود امضا کرد که مدت‌ها مورد اختلاف بود.

## مرز جنوبی
به سمت شرق از بوتان و شمال رود برهماپوترا (یارلونگ زانگبو جیانگ) منطقه وسیعی قرار دارد که توسط هند کنترل و اداره می‌شود اما مورد ادعای چینی‌ها است. این منطقه توسط خط مک‌ماهون بریتانیا، که در سال ۱۹۱۴ به عنوان مرز چین و هند در امتداد هیمالیا ترسیم شد، مشخص شد. هند این مرز را می‌پذیرد و چین آن را رد می‌کند. در ژوئن ۱۹۸۰، چین اولین اقدام خود را در بیست سال گذشته برای حل اختلافات مرزی با هند انجام داد و پیشنهاد کرد که هند منطقه آکسای چین در جامو و کشمیر را در ازای به رسمیت شناختن خط مک‌ماهون توسط چین به چین واگذار کند. با این حال، هند این پیشنهاد را نپذیرفت و رویکرد بخشی به بخش را برای حل این مشکل ترجیح داد. در ژوئیه ۱۹۸۶، چین و هند هفتمین دور مذاکرات مرزی خود را برگزار کردند، اما پیشرفت چندانی در حل اختلاف نداشتند. هر طرف، اما در درجه اول هند، به اتهامات تجاوز طرف مقابل به خاک خود ادامه داد. بیشتر مرز کوهستانی و نظامی‌شده با هند هنوز مورد مناقشه است، اما پکن و دهلی نو متعهد شده‌اند که با بحث در مورد بخش میانی کم‌مشکل‌ترین بخش، به حل و فصل اختلافات بپردازند. هند واگذاری زمین‌های پاکستان به چین را در توافق‌نامه مرزی ۱۹۶۴ به رسمیت نمی‌شناسد.
مسئله مرز چین و برمه در ۱ اکتبر ۱۹۶۰ با امضای پیمان مرزی چین و برمه حل و فصل شد. اولین بازرسی مشترک از مرز در ژوئن ۱۹۸۶ با موفقیت به پایان رسید.
هند: در ۱۵ مه ۲۰۱۵، آقای لی از چین و آقای نارندرا مودی از هند در جریان سفر مودی به چین در تالار بزرگ خلق مذاکراتی را انجام دادند. این دو رهبر دربارهٔ اختلافات مرزی که در سال ۱۹۱۴ آغاز شد، زمانی که بریتانیا هنوز هند را کنترل می‌کرد و با تبت توافقنامه‌ای را امضا کرد که خط مک‌ماهون را به عنوان مرز بالفعل بین هند و چین تبدیل کند، گفتگو کردند، هرچند چین این توافق را رد کرده بود. هر دو کشور ادعاهای مختلفی نسبت به سرزمین‌های مورد مناقشه مانند منطقه تبت جنوبی زانگنان داشتند که بخشی از ایالت آروناچال پرادش در هند محسوب می‌شود. تاکنون تنها مذاکراتی انجام شده و هیچ راه حلی ارائه نشده است و تنش‌ها همچنان رو به افزایش است زیرا هر کشور به افزایش نفوذ منطقه‌ای خود ادامه می‌دهد.

## دریاها
چین درگیر یک اختلاف پیچیده با مالزی، فیلیپین، ویتنام و احتمالاً برونئی بر سر جزایر اسپراتلی (نانشا) در دریای جنوبی چین است. «بیانیه ۲۰۰۲ در مورد رفتار طرفین در دریای جنوبی چین» تنش‌ها را کاهش داد، اما به یک کد الزام‌آور قانونی رفتار مورد نظر چندین کشور متخاصم نرسید. چین همچنین جزایر پاراسل (شیشا) را که مورد ادعای ویتنام نیز می‌باشد، کنترل می‌کند و ادعایی را نسبت به جزایر سنکاکو (دیائویو) تحت اداره ژاپن در دریای چین شرقی مطرح می‌کند.
دریای جنوبی چین: در ۱۶ ژوئن ۲۰۱۱، دولت چین یکی از بزرگ‌ترین کشتی‌های گشت‌زنی خود را به نام هایشون-۳۱ که دولت چین آن را معمول توصیف می‌کند، فرستاد. این کشتی از جزایر پاراسل و اسپراتلی عبور می‌کند و از سواحل مالزی به فیلیپین می‌رود. ویتنام، چین، فیلیپین، تایوان، برونئی و مالزی همگی ادعاهای متناقضی نسبت به جزایر اسپراتلی دارند، در حالی که پکن و هانوی بر سر جزایر پاراسل اختلاف دارند. هانوی یک راه حل چندجانبه بین کشورهای آسیایی پیشنهاد کرده است، اما چین می‌گوید که ترجیح می‌دهد جداگانه با تک تک کشورها مذاکره کند.

## امنیت مرزی
امنیت و استحکام مرزهای چین بسته به موقعیت بخش مورد نظر مرز متفاوت است. این به دلیل ماهیت مرزها و همچنین جغرافیای فیزیکی کشور است. چین قلمرو وسیعی دارد، تقریباً به اندازه ایالات متحده آمریکا، اما توزیع واقعی جمعیت بسیار نامتناسب است. شصت درصد از جمعیت در سواحل شرقی چین زندگی می‌کنند که تنها ۲۲ درصد از قلمرو آن است در حالی که ۷۸ درصد دیگر که در داخل کشور قرار دارند، کم‌جمعیت هستند و اقلیت‌های قومی مانند تبتی‌ها، قزاق‌ها، اویغورها، و دیگر گروه‌های مسلمان چینی در آن زندگی می‌کنند. بسیاری از این گروه‌ها وفاداری کمی به دولت مرکزی چین دارند یا اصلاً ندارند و این موضوع به امنیت متشنج مرزهای چین می‌افزاید. به ویژه مناطق سین‌کیانگ و تبت جنبش‌های جدایی‌طلب قوی را در خود جای داده‌اند.
تبت: بسیاری از تبتی‌ها اعتراض می‌کنند و فعالانه از دالایی لاما که در تبعید در آنچه او «تبت خودمختار» می‌نامد، زندگی می‌کند، حمایت می‌کنند. مقامات چینی او را به ترویج استقلال تبت متهم می‌کنند و به او اجازه ورود به کشور را نمی‌دهند وگرنه با دستگیری مواجه خواهد شد. در ماه مه ۲۰۱۸، یک فعال تبتی معروف به تاشی وانگ‌چوک به دلیل ابراز نگرانی از اینکه فرهنگ تبتی توسط دولت چین در حال نابودی است، به ۵ سال زندان محکوم شد. عفو بین‌الملل این حکم را «فراتر از پوچ» محکوم کرد، اما آزادی او هنوز در سال ۲۰۲۱ اعلام شده است.
سین‌کیانگ: در منطقه سین‌کیانگ، جدایی‌طلبان اویغور برای ترویج استقلال دست به اقدامات خشونت‌آمیز زده‌اند. این مسلمانان چینی از مناطق همجوار در آسیای مرکزی و ترکیه هم از نظر سیاسی و هم از نظر اقتصادی حمایت کرده‌اند. با این حال، بسیاری از این تلاش‌ها توسط مقامات چینی متوقف شده است. منطقه سین‌کیانگ با مهاجرت گسترده مردم هان مواجه است، اما اویغورها هنوز ۸ نفر از ۱۹ میلیون نفر جمعیت را تشکیل می‌دهند. در آگوست ۲۰۱۸، یک هیئت حقوق بشر سازمان ملل متحد به «گزارش‌های معتبری» استناد کرد مبنی بر اینکه بیش از یک میلیون نفر در این منطقه در مراکز مبارزه با افراط‌گرایی در سین‌کیانگ نگهداری می‌شوند، اما مقامات چینی ادعا کردند که تنها اویغورهای «افراط‌گرای مذهبی» تحت آموزش مجدد و اسکان مجدد هستند.
روابط چین و روسیه: چین و اتحاد جماهیر شوروی در سال ۱۹۵۰ اتحاد خود را امضا کردند و بر روابط کمونیستی خود که به دهه ۱۹۲۰ بازمی‌گشت، بنا کردند. در پی شکاف چین و شوروی در دهه ۱۹۶۰ و به مدت ۲۵ سال پس از این شکاف، مرز بین چین و روسیه یکی از غیردوستانه‌ترین مرزهای جهان بود. در یک نقطه، بیش از «یک و نیم میلیون سرباز مسلح به سلاح هسته‌ای» در دو طرف مرز مستقر شدند. روابط در اواسط دهه ۱۹۸۰ بهبود یافت، اما این به دلیل کاهش قدرت روسیه و تهدید دولت چین بود.
به دلیل تاریخ باستانی چین و موقعیت مرکزی آن در جغرافیای آسیا، این کشور توسط دشمنان بالقوه و بسیاری از رقابت‌های پیچیده احاطه شده است. دولت برای حفظ هویت و مرزهای ملی خود، خط باریکی را بین تسلط و همکاری بازی می‌کند. با این حال، با توجه به ماهیت جغرافیای سیاسی آنها، مرزها بسیار متغیر هستند و اختلافات در مناطق مختلف مرز همچنان ادامه دارد.
تاجیکستان: در ۱۳ ژانویه ۲۰۱۱، کشور تاجیکستان موافقت کرد که زمین را به دولت چین واگذار کند. پارلمان تاجیکستان به تصویب معامله‌ای در سال ۱۹۹۹ برای واگذاری ۱۰۰۰ کیلومتر مربع زمین در رشته کوه دورافتاده پامیر رأی داد که به گفته چینی‌ها، اختلاف مرزی یک قرنی را به‌طور کامل حل کرد. چین بزرگ‌ترین سرمایه‌گذار در اقتصاد تاجیکستان به ویژه در بخش‌های انرژی و زیرساخت است.
- Wikipedia contributors, "Geography of China," Wikipedia, The Free Encyclopedia, (https://en.wikipedia.org/w/index.php?title=Geography_of_China&oldid=1230173555) (accessed July 7, 2024).
- Geography. “China. ” National Geographic Kids, February 17, 2015. (https://kids.nationalgeographic.com/geography/countries/article/china#:~:text=use%20is%20prohibited.-,Stretching%203%2C100%20miles%20(5%2C000%20kilometers)%20from%20east%20to%20west%20and,is%20made%20up%20of%20mountains)..
- Asia Society. “Understanding the Geography of China,” 2024. (https://asiasociety.org/education/understanding-geography-china).
- “China - Mountains, Plateaus, Rivers | Britannica. ” In Encyclopædia Britannica, 2024. (https://www.britannica.com/place/China/Relief).
- (https://www.facebook.com/thoughtcodotcom). “How Diverse Is China’s Landscape?” ThoughtCo, 2020. (https://www.thoughtco.com/introduction-to-chinas-physical-geography-687986).
- Maxviewrealty.com. “Geography, Shanghai Guide | Maxview Realty,” 2024. (https://www.maxviewrealty.com/shanghaiguide/preparations/geography/4/).
- “Inner Mongolia | History, Map, Population, & Facts | Britannica. ” In Encyclopædia Britannica, 2024. (https://www.britannica.com/place/Inner-Mongolia).
- Imnu.edu.cn. “About Inner Mongolia-ISA,” 2015. (https://isa.imnu.edu.cn/info/1019/1061.htm).
- Jstor.org. “Integrating Sacred Knowledge for Conservation: Cultures and Landscapes in Southwest China Cultures and Landscapes in Southwest China on JSTOR,” 2024. https://www.jstor.org/stable/26267737?seq=6.
- China.org.cn. “Western China - China.org.cn,” 2024. http://www.china.org.cn/e-xibu/2JI/3JI/qinghai/qing-ban.htm.
- Tibet Travel and Tours - Tibet Vista. “Tibet Environment, Tibet Geography,” 2024. https://www.tibettravel.org/tibet-travel-guide/geography-and-environment.html.